# Starcastle (album)
Starcastle fu l'album di esordio del gruppo di rock progressivo statunitense omonimo.

## Il disco
Starcastle ebbe una buona accoglienza da parte del pubblico, vendendo bene sia negli Stati Uniti che in Canada. La critica lo accolse molto tiepidamente, etichettandolo il gruppo come un "clone" degli Yes. Le analogie tecniche, melodiche e persino poetiche fra i due gruppi sono in effetti moltissime; in particolare, Starcastle ricorda da vicino gli Yes del periodo fra The Yes Album e Close to the Edge. Il brano di apertura, Lady of the Lake, viene considerato uno dei migliori pezzi composti dagli Starcastle.

## Formazione
- Terry Luttrell - voce
- Gary Strater - basso, seconde voci
- Stephen Tassler - batteria, percussioni, seconde voci
- Herbert Schildt - organo, sintetizzatore, pianoforte
- Matthew Stewart - chitarre, seconde voci
- Stephen Hagler - chitarre, seconde voci

## Lista dei brani
1. Lady of the Lake (10:26)
2. Elliptical Seasons (4:27)
3. Forces (6:25)
4. Stargate (2:54)
5. Sunfield (7:36)
6. To the Fire Wind (5:16)
7. Nova (2:35)